# Yves Lafaye
Pour les articles homonymes, voir Lafaye.
Yves Lafaye est un directeur de la photographie et réalisateur français.

## Biographie
Ancien élève de l'École nationale Louis-Lumière (Promotion « Cinéma » 1967), il commence sa carrière de directeur de la photographie en 1970 ; il collabore notamment avec Bob Swaim, Jacques Doillon et Claude Faraldo. Il passe à la réalisation en 1991 pour la télévision, à laquelle il se consacre comme directeur de la photographie depuis 2000.

## Filmographie
Directeur de la photographie
- 1971 : L'Autoportrait d'un pornographe de Bob Swaim
- 1971 : La Famille de Yvan Lagrange
- 1972 : Le Franc-tireur de Jean-Max Causse et Roger Taverne
- 1973 : Vive les Jacques de Bob Swaim
- 1974 : Antoine et Sébastien de Jean-Marie Périer
- 1974 : Glissements progressifs du plaisir d'Alain Robbe-Grillet
- 1974 : Les Doigts dans la tête de Jacques Doillon
- 1975 : Ce cher Victor de Robin Davis
- 1975 : Divine de Dominique Delouche
- 1975 : Le Jeu avec le feu d'Alain Robbe-Grillet
- 1975 : Chobizenesse de Jean Yanne
- 1975 : Un sac de billes de Jacques Doillon
- 1976 : Gloria Mundi de Nikos Papatakis
- 1977 : La Nuit de Saint-Germain-des-Prés de Bob Swaim
- 1977 : Le chien de Monsieur Michel de Jean-Jacques Beineix (CM)
- 1978 : Sale rêveur de Jean-Marie Périer
- 1979 : La Femme qui pleure de Jacques Doillon
- 1979 : Félicité de Christine Pascal
- 1979 : Le Divorcement de Pierre Barouh
- 1979 : Le Point douloureux de Marc Bourgeois
- 1979 : Courage fuyons de Yves Robert
- 1979 : Moments de la vie d'une femme de Michal Bat-Adam
- 1980 : Retour en force de Jean-Marie Poiré
- 1981 : Clara et les chics types de Jacques Monnet
- 1981 : La Vie continue de Moshé Mizrahi
- 1983 : Une jeunesse de Moshé Mizrahi
- 1993 : Fausto de Rémy Duchemin
- 2000 : Merci pour le geste de Claude Faraldo
- 2000 : Deux femmes à Paris de Caroline Huppert (TV)
- 2001 : L'Ami Fritz de Jean-Louis Lorenzi (TV)
- 2002 : Les Filles du calendrier de Philippe Venault et Jean-Pierre Vergne (TV)
- 2003 : Y aura pas école demain de Philippe de Broca (TV)
- 2003 : De soie et de cendre de Jacques Otmezguine (TV)
- 2004 : Joséphine, ange gardien (épisode Un frère pour Ben) de Philippe Venault (TV)
- 2004 : Une autre vie de Luc Béraud (TV)
- 2004 : Vipère au poing de Philippe de Broca (TV)
- 2005 : Trois jours en juin de Philippe Venault (TV)
- 2006 : Mademoiselle Gigi de Caroline Huppert (TV)
- 2006 : Le Grand Meaulnes de Jean-Daniel Verhaeghe (TV)
- 2007 : La Promeneuse d'oiseaux de Jacques Otmezguine (TV)
- 2008 : Baptêmes du feu de Philippe Venault (TV)
- 2008 : Chez Maupassant (2 épisodes) de Jacques Santamaria et Denis Malleval (TV)
- 2008 : Engrenages (1 épisode) de Philippe Venault (TV)
- 2009 : Clara, une passion française (2 épisodes) de Sébastien Grall (TV)
- 2011 : Bas les cœurs de Robin Davis (TV)
- 2012 : Climats - Les Orages de la passion de Caroline Huppert (TV)

Réalisateur
- 1991 : L'Enveloppe (TV). Premier épisode de la série Police secrets.
- 1993 : Colis d'oseille (TV)
- 1996 : Highlander (1 épisode) (TV)